# Rybník u Koles
Rybník u Koles o rozloze vodní plochy 2,0 ha se nalézá na kraji lesa asi 0,6 km jihovýchodně od centra obce Kolesa v okrese Pardubice. Okolo roku 2010 byla provedena revitalizace rybníka a jeho odbahnění. Rybník je využíván pro sportovní rybolov a chov divokých kachen.

## Galerie

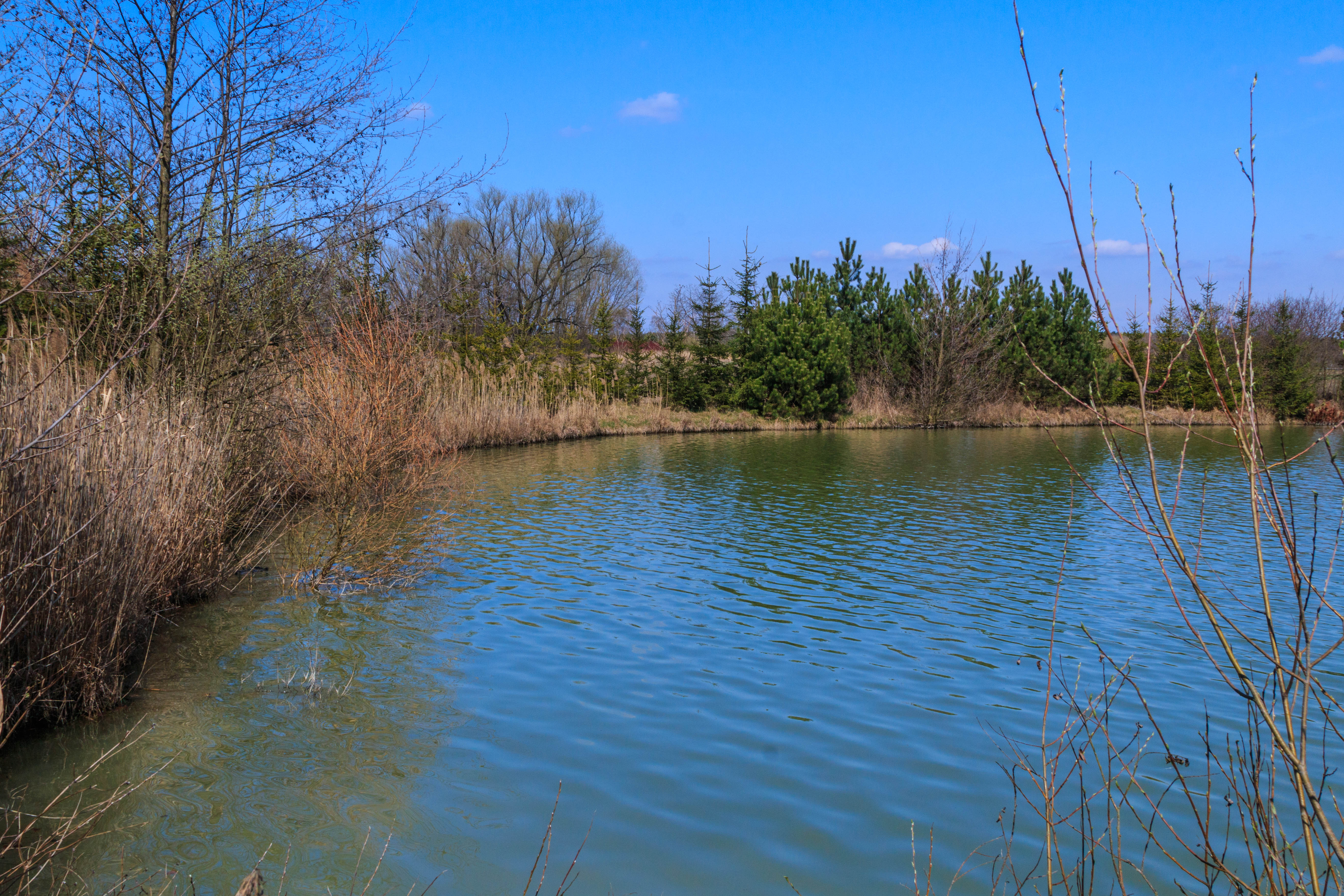
pohled na rybník u Koles
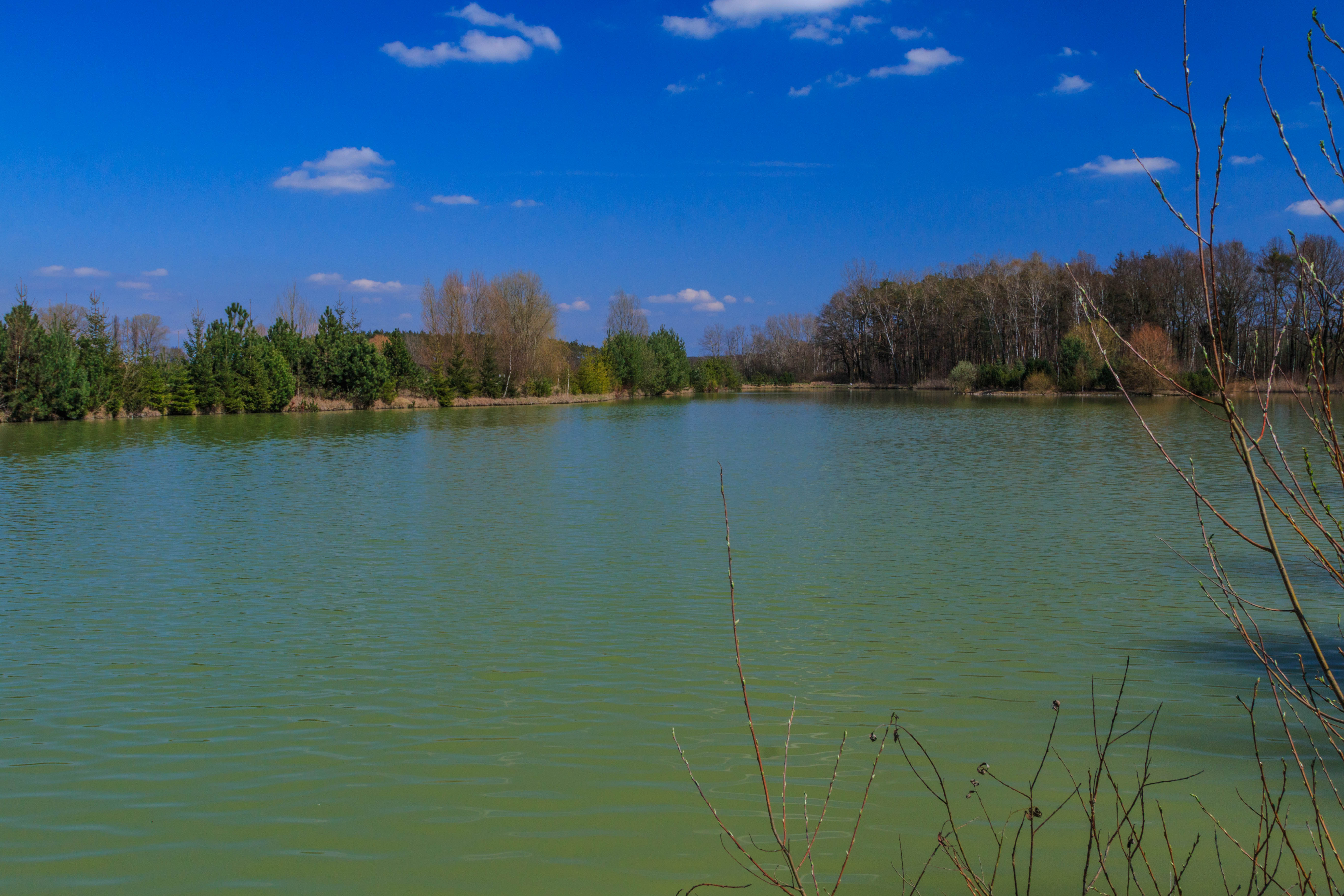
pohled na rybník u Koles
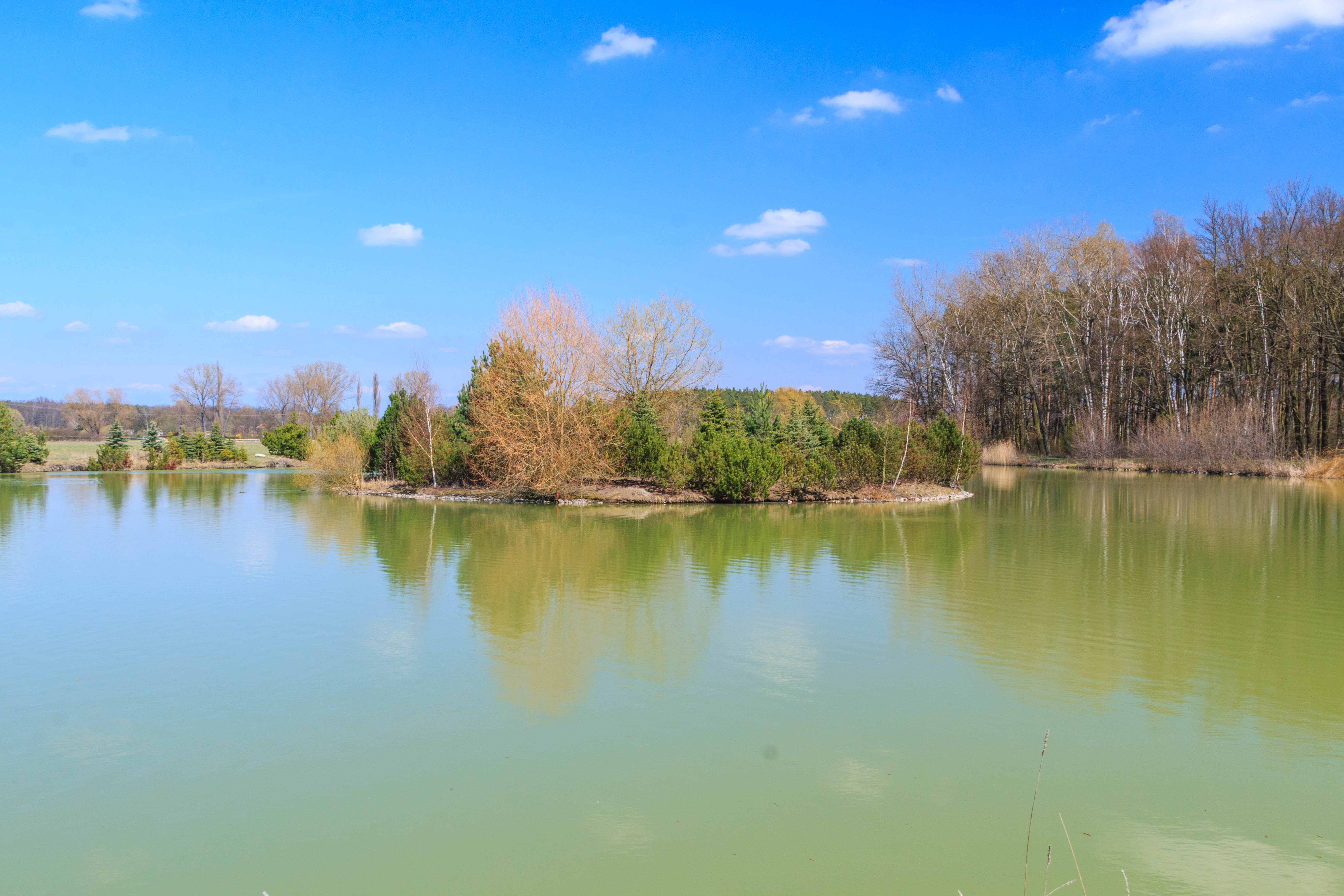
pohled na rybník u Koles
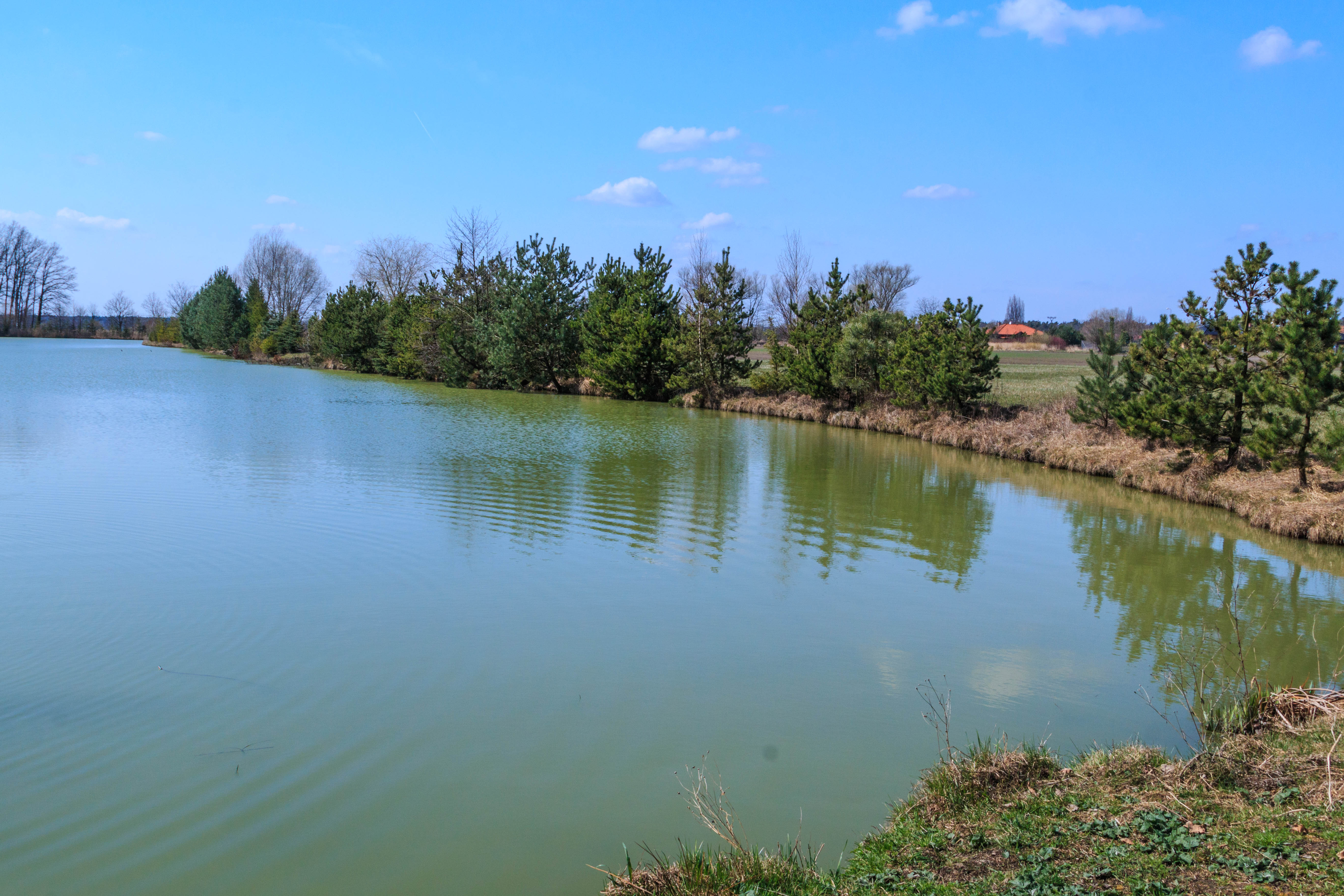
pohled na rybník u Koles